# Ramon Milsocós
Ramón Milsocós (?, 1782) fou un capellà d'estudi i cabiscol català, és a dir, fou primer cantor del cor i s'ocupà d'ensenyar cant pla als residents al voltant de 1748. Va obtenir la cabiscolia a través d'una permuta amb el degà de la seu de Barcelona, Josep Bastero i Vilana.